# Liste der Stolpersteine in Villingen-Schwenningen

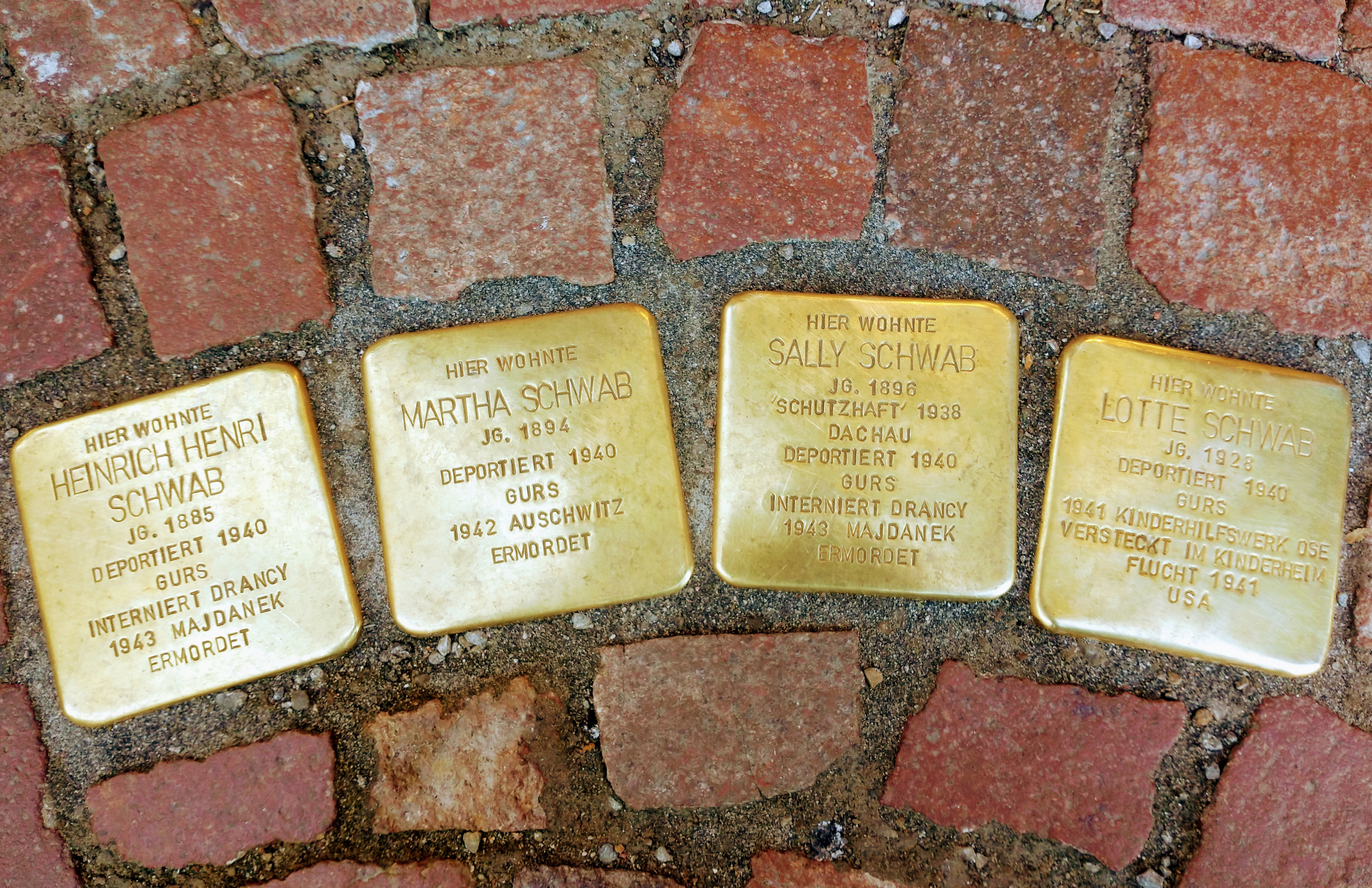
Stolpersteine in der Fußgängerzone von Villingen-Schwenningen

Die Liste der Stolpersteine in Villingen-Schwenningen führt die vom Künstler Gunter Demnig verlegten Stolpersteine in der Stadt Villingen-Schwenningen auf. Mit diesen kleinen Gedenktafeln soll an das Schicksal der Menschen erinnert werden, die während des Nationalsozialismus ermordet, deportiert, vertrieben oder in den Suizid getrieben wurden.
Im Jahr 1933 wohnten 68 Juden in Villingen. In einem Schreiben des örtlichen Büros der NS-Kriegsopferversorgung vom 28. August 1935 wurden 22 „jüdischen Geschäfte, Viehändler, Rechtsanwälte, Ärzte usw.“ aufgelistet, die zu boykottieren seien. Nach der letzten Deportation im Oktober 1940 lebten keine Juden mehr in Villingen.
Im Oktober 2021 wurden zunächst an vier Stellen 18 Stolpersteine verlegt. Eine weitere Verlegungen von 22 Stolpersteine fand am 6. März 2022 statt und für den Herbst 2022 ist ein letzter Termin in der Planung.
In Reaktion auf die Ablehnung des Konzepts der Stolpersteine seitens des städtischen Gemeinderats, wurde im Jahr 2013 der Verein Pro Stolperstein VS gegründet. Seitdem pflegt der Verein eine Website mit ausführlichen biographischen Informationen zu den Opfern des Nationalsozialismus in Villingen und Schwenningen. Im Januar 2020 fasste der Gemeinderat einen Beschluss, der die Verlegung von Stolpersteine dann erlaubte.

## Liste
Anmerkung: Die Tabelle lässt sich nach Standort und nach Nachnamen sortieren.
| Bild | Inschrift | Standort                                                                         | zusätzliche Informationen       |
| ---- | --- | -------------------------------------------------------------------------------- | ------------------------------- |
|      | Hier wohnte Jeannette Bikart geb. Guggenheim Jg. 1892 Flucht 1937 Frankreich interniert Drancy deportiert 1942 ermordet in Auschwitz                                 | Waldstraße 11 · Diese Stolpersteine wurden am 20. Oktober 2021 verlegt.          | Jeannette Bikart                |
|      | Hier wohnte Louis Bikart Jg. 1893 Flucht 1937 Frankreich interniert Drancy deportiert 1942 ermordet in Auschwitz                                                     | Waldstraße 11 · Diese Stolpersteine wurden am 20. Oktober 2021 verlegt.          | Louis Bikart                    |
|      | Hier wohnte Ruth Bikart Jg. 1921 Flucht 1937 Frankreich interniert Drancy deportiert 1942 ermordet in Auschwitz                                                      | Waldstraße 11 · Diese Stolpersteine wurden am 20. Oktober 2021 verlegt.          | Ruth Bikart                     |
|      | Hier wohnte Sigmund Bikart Jg. 1922 Flucht 1937 Frankreich interniert Drancy deportiert 1942 Auschwitz Buchenwald befreit                                            | Waldstraße 11 · Diese Stolpersteine wurden am 20. Oktober 2021 verlegt.          | Sigmund Bikart                  |
|      | Hier wohnte Silva Irene Bikart Jg. 1926 Flucht 1937 Frankreich interniert Drancy deportiert 1942 ermordet in Auschwitz                                               | Waldstraße 11 · Diese Stolpersteine wurden am 20. Oktober 2021 verlegt.          | Silva Irene Bikart              |
|      | Hier wohnte Johanna Bikart Jg. 1922 Flucht 1937 Argentinien | Karlstraße 72 · Diese Stolpersteine wurden am 6. März 2022 verlegt.              | Johanna Bikart                  |
|      | Hier wohnte Margot Bikart Jg. 1925 Flucht 1937 Argentinien | Karlstraße 72 · Diese Stolpersteine wurden am 6. März 2022 verlegt.              | Margot Bikart                   |
|      | Hier wohnte Martha Bikart geb. Bloch Jg. 1898 Flucht 1937 Argentinien                                                                                                | Karlstraße 72 · Diese Stolpersteine wurden am 6. März 2022 verlegt.              | Martha Bikart                   |
|      | Hier wohnte Max Bikart Jg. 1889 Flucht 1937 Argentinien | Karlstraße 72 · Diese Stolpersteine wurden am 6. März 2022 verlegt.              | Max Bikart                      |
|      | Hier wohnte Dr. Adolf Boss Jg. 1901 im Widerstand/KPD Flucht 1934 Sowjetunion verhaftet 1938 Koschwa Republik Komi tot in Haft Mai 1942                              | Oberen Straße 1 · Diese Stolpersteine wurden am 20. Oktober 2021 verlegt.        | Adolf Boss                      |
|      | Hier wohnte Bertha Boss geb. Heymann Jg. 1872 deportiert 1942 Theresienstadt 1942 Treblinka ermordet                                                                 | Oberen Straße 1 · Diese Stolpersteine wurden am 20. Oktober 2021 verlegt.        | Bertha Boss                     |
|      | Hier wohnte Edith Boss Jg. 1904 deportiert 1942 Riga-Jungfernhof Stutthof Bromberg-Ost befreit                                                                       | Oberen Straße 1 · Diese Stolpersteine wurden am 20. Oktober 2021 verlegt.        | Edith Boss                      |
|      | Hier wohnte Erwin Boss Jg. 1906 deportiert 1941 Riga-Jungfernhof ermordet April 1942 Riga-Salaspils                                                                  | Oberen Straße 1 · Diese Stolpersteine wurden am 20. Oktober 2021 verlegt.        | Edith Boss                      |
|      | Hier wohnte Josef Boss Jg. 1868 gedemütigt / entrechtet tot 22.12.1939 Stuttgart                                                                                     | Oberen Straße 1 · Diese Stolpersteine wurden am 20. Oktober 2021 verlegt.        | Joseph Boss                     |
|      | Hier wohnte Berthold Haberer Jg. 1882 deportiert 1940 Gurs tot 7.1.1942                                                                                              | Herdstraße 18 · Diese Stolpersteine wurden am 6. März 2022 verlegt.              | Berthold Bikart                 |
|      | Hier wohnte Georgine Haberer geb. Seckels Jg. 1893 deportiert 1940 Gurs 1942 Auschwitz ermordet                                                                      | Herdstraße 18 · Diese Stolpersteine wurden am 6. März 2022 verlegt.              | Georgine Haberer                |
|      | Hier wohnte Joseph Haberer Jg. 1929 Kinderstransport 1938 England | Herdstraße 18 · Diese Stolpersteine wurden am 6. März 2022 verlegt.              | Joseph Haberer                  |
|      | Hier wohnte Bella Kohn Jg. 1940 deportiert 1940 Gurs 1941 Kinderhilfswerk OSE versteckt im Kinderheim Limoges überlebt                                               | Herdstraße 18 · Diese Stolpersteine wurden am 6. März 2022 verlegt.              | Bella Kohn                      |
|      | Hier wohnte Erich Gaber Jg. 1932 deportiert 1940 Gurs 1941 Kinderhilfswerk OSE versteckt im Kinderheim Moissac überlebt                                              | Herdstraße 18 · Diese Stolpersteine wurden am 6. März 2022 verlegt.              | Erich Gaber                     |
|      | Hier wohnte Josef Heid Jg. 1882 Mitglied / SPD ´Schutzhaft´ 1933 Heuberg verhaftet 1944 ´Aktion Gitter´ Dachau ermordet 21.12.1944                                   | Kirnacher Straße 26 · Der Stolperstein wurde am 6. März 2022 verlegt.            | Josef Heid                      |
|      | Hier wohnte Ewald Huth Jg. 1890 denunziert verhaftet 19.1.1944 ´Wehrkraftzersetzung´ Gefängnis Stuttgart Gefängnis Leonberg erschossen 1.11.1944 Stuttgart–Dornhalde | Kanzleigasse 8 · Der Stolperstein wurde am 6. März 2022 verlegt.                 | Ewald Huth                      |
|      | Hier wohnte Jakob Katz Jg. 1875 Flucht 1940 USA | Mutzenbühlstraße 26 · Diese Stolpersteine wurden am 6. März 2022 verlegt.        | Jakob Katz                      |
|      | Hier wohnte Johanna Katz geb. Dahlberg Jg. 1877 Flucht 1940 USA | Mutzenbühlstraße 26 · Diese Stolpersteine wurden am 6. März 2022 verlegt.        | Johanna Katz                    |
|      | Hier wohnte Willy Katz Jg. 1906 Flucht 1938 USA | Mutzenbühlstraße 26 · Diese Stolpersteine wurden am 6. März 2022 verlegt.        | Willy K                         |
|      | Hier wohnte Alice Schwarzländer geb. Katz Jg. 1903 deportiert 1944 Theresienstadt befreit                                                                            | Mutzenbühlstraße 26 · Diese Stolpersteine wurden am 6. März 2022 verlegt.        | Alice Schwarzländer (geb.) Katz |
|      | Hier wohnte Karl Schäfer Jg. 1888 Mitglied / SPD verhaftet 1938 angeklagt ´Hochverrat´ Welzheim ´Sonderbehandlung´ ermordet 8.5.1938                                 | Talstraße 25 · Der Stolperstein wurde am 6. März 2022 verlegt.                   | Karl Schäfer                    |
|      | Hier wohnte Anne Marie Schlenker | Sturmbühlstraße 52(?) · Der Stolperstein wurde am 6. März 2022 verlegt.          | Anne Marie Schlenker            |
|      | Hier wohnte Heinrich Henri Schwab Jg. 1885 deportiert 1940 Gurs interniert Drancy 1942 Majdanek ermordet                                                             | Rietstraße 40 · Diese Stolpersteine wurden am 20. Oktober 2021 verlegt.          | Heinrich Schwab                 |
|      | Hier wohnte Lotte Schwab Jg. 1928 deportiert 1940 Gurs 1941 Kinderhilfswerk OSE versteckt im Kinderheim Flucht 1941 USA                                              | Rietstraße 40 · Diese Stolpersteine wurden am 20. Oktober 2021 verlegt.          | Lotte Schwab                    |
|      | Hier wohnte Martha Schwab Jg. 1894 deportiert 1940 Gurs 1942 Auschwitz ermordet                                                                                      | Rietstraße 40 · Diese Stolpersteine wurden am 20. Oktober 2021 verlegt.          | Martha Schwab                   |
|      | Hier wohnte Sally Schwab Jg. 1896 ‚Schutzhaft‘ 1938 Dachau deportiert 1940 Gurs interniert Drancy 1943 Majdanek ermordet                                             | Rietstraße 40 · Diese Stolpersteine wurden am 20. Oktober 2021 verlegt.          | Sally Schwab                    |
|      | Hier wohnte Bertha Schwarz geb. Fröhlich Jg. 1863 deportiert 1940 Gurs tot 19.3.1943                                                                                 | Gerberstr. 33 · Diese Stolpersteine wurden am 20. Oktober 2021 verlegt.          | Bertha Schwarz                  |
|      | Hier wohnte Hugo Heinrich Schwarz Jg. 1892 ‚Schutzhaft‘ 1938 Dachau deportiert 1940 Gurs interniert Drancy 1941 Auschwitz ermordet                                   | Gerberstr. 33 · Diese Stolpersteine wurden am 20. Oktober 2021 verlegt.          | Hugo Schwarz                    |
|      | Hier wohnte Irma Schwarz geb. Oberndörfer Jg. 1900 deportiert 1940 Gurs interniert Drancy 1942 Auschwitz ermordet                                                    | Gerberstr. 33 · Diese Stolpersteine wurden am 20. Oktober 2021 verlegt.          | Irma Schwarz                    |
|      | Hier wohnte Julie Schwarz Jg. 1903 deportiert 1940 Gurs interniert Drancy 1942 Auschwitz ermordet                                                                    | Gerberstr. 33 · Diese Stolpersteine wurden am 20. Oktober 2021 verlegt.          | Julie Schwarz                   |
|      | Hier wohnte Margarethe Sterneck geb. Gutmann Jg. 1894 gedemütigt/entrechtet Flucht in den Tod 22.2.1945                                                              | Paulinenstraße 45 · Der Stolperstein wurde am 6. März 2022 verlegt.              | Margarethe Sterneck             |
|      | Hier wohnte Elsa Zaitschek Jg. 1893 Flucht 1938 Tschechoslowakei deportiert 1941 Theresienstadt 1942 Riga ermordet                                                   | Sebastian-Kneipp-Straße 36 · Diese Stolpersteine wurden am 6. März 2022 verlegt. | Elsa Zaitschek                  |
|      | Hier wohnte Emma Zaitschek Jg. 1903 Flucht 1938 Tschechoslowakei verhaftet 1941 deportiert 1941 Theresienstadt 1942 Riga ermordet                                    | Sebastian-Kneipp-Straße 36 · Diese Stolpersteine wurden am 6. März 2022 verlegt. | Emma Zaitschek                  |
|      | Hier wohnte Felix Zaitschek Jg. 1901 Flucht 1938 USA | Sebastian-Kneipp-Straße 36 · Diese Stolpersteine wurden am 6. März 2022 verlegt. | Felix Zaitschek                 |
|      | Hier wohnte Lina Zaitschek geb. Rosner Jg. 1868 Flucht 1938 Tschechoslowakei verhaftet 1941 deportiert 1941 Theresienstadt ermordet 8.9.1942                         | Sebastian-Kneipp-Straße 36 · Diese Stolpersteine wurden am 6. März 2022 verlegt. | Lina Zaitschek                  |

## Verlegedaten
- 20. Oktober 2021: Rietstraße 40; Waldstraße 11; Gerberstraße 33; Obere Straße 1 (achtzehn Stolpersteine)
- 6. März 2022: in Schwenningen: Paulinenstraße 45; Karlstraße 72; Sturmbühlstraße 54; Mutzenbühlstraße 26; Talstraße 23/25; und in Villingen: Herdstraße 18; Sebastian-Kneipp-Str. 36; Kanzleigasse 8; Kirnacher Str. 26 (insgesamt 22 Stolpersteine)
- 7. und 8. November 2023: in Villingen: Kanzleigasse 6, Rietstraße 15, Niedere Straße 43, Niedere Straße 74, Luisenstraße 8, Brigachstraße 13, Kanzleigasse 34, Schillerstraße 1, Waldstraße 25; in Schwenningen: Hirschberstraße 10, Pfaustraße 29